# Giuseppe Branciforte
Giuseppe Branciforte Branciforte, principe di Butera (Palermo, 1619 – Mazzarino, 20 aprile 1675), è stato un nobile e politico italiano del XVII secolo.

## Biografia
Nacque a Palermo nel 1619, da Giovanni dei principi di Butera, e dalla nobildonna Giovanna Branciforte Lanza dei principi di Leonforte, di cui era ultimogenito di quattro figli. Alla sua nascita, il nonno paterno Fabrizio Branciforte Barresi, principe di Butera, per disposizioni testamentarie lo designò erede di tutti i suoi beni, titoli e feudi: i suoi fratelli maggiori Gabriele e Filippo non erano adatti in quanto ambedue sordomuti. Nel 1622, il padre morì e nacque un contenzioso tra i suoi tutori e la cugina Margherita d'Austria Branciforte, principessa di Butera per l'eredità del nonno paterno, che venne successivamente risolta nel 1624 dallo zio materno Niccolò Placido Branciforte Lanza, principe di Leonforte, che assunse la sua tutela e grazie al quale fu stipulato un accordo in base a cui ottenne la Contea di Mazzarino, il castello di Grassuliato e la baronia di Niscemi.
Nel 1626, la madre - che si risposò con Francesco Ventimiglia d'Aragona, principe di Castelbuono - ottenne per lui dal Viceré di Sicilia la licentia populandi per il feudo di Niscemi, sul quale lo stesso Branciforte ebbe concesso il 25 marzo 1627 dal re Filippo IV di Spagna il titolo di I principe di Niscemi, esecutoriato il 18 maggio dell'anno medesimo.
Il Branciforte divenne esponente di rilievo della politica siciliana, ed ebbe parte attiva nella congiura organizzata nel 1649 dai giureconsulti palermitani Antonio Lo Giudice, Giuseppe Pesci e il sacerdote Simone Rao contro la Corona spagnola, sostenuta da una parte dell'aristocrazia dell'isola, che intendeva favorire il distacco della Sicilia dalla Spagna. Gli organizzatori della congiura designarono il Principe di Niscemi quale successore al trono del Regno di Sicilia dopo gli Asburgo, in quanto erede del Principe di Butera. Ma il Branciforte, non potendo contare sull'appoggio unanime dell'aristocrazia siciliana, che per gran parte rimaneva fedele alla monarchia spagnola, denunciò egli stesso il complotto al viceré Giovanni d'Austria, il quale nel 1650 represse duramente ogni tentativo di rivolta, e fece imprigionare e giustiziare, i principali fautori della congiura. Il Principe di Niscemi fu invece perdonato grazie alla sua delazione, a condizione che si presentasse a Palermo, pena la confisca dei beni in caso di rifiuto.
Dopo il fallimento del complotto, il Branciforte si ritirò nelle proprie terre, così come fecero molti congiurati al loro rientro nell'isola. 
Nel 1659, morì senza eredi la principessa Margherita d'Austria Branciforte, sua cugina, e ciò diede inizio ad una lite per la successione tra il Principe di Niscemi e il suo cugino-cognato Giuseppe Branciforte, principe di Leonforte. La controversia si risolse a favore del Principe di Niscemi, che ereditò gran parte dei possedimenti della cugina, quali il Principato di Butera e il Marchesato di Militello con i rispettivi titoli, mentre il Principe di Leonforte ereditò il Principato di Pietraperzia con il relativo titolo. Nel 1661, il Branciforte vendette il titolo di Principe di Niscemi a Vitale Valguarnera Lanza, duca dell'Arenella, e il 17 dicembre dello stesso anno ricevette investitura dei titoli di Principe di Butera e Marchese di Militello.
Da quel momento il Branciforte, divenuto possessore del maggior dominio feudale della sua famiglia, cominciò ad alternare i soggiorni a Militello Val di Noto - già sede della ricca corte del principe Francesco Branciforte e di Giovanna d'Austria - a quelli abituali a Mazzarino. In quest'ultima cittadina, sotto la sua amministrazione, si verificò la trasformazione del suo assetto urbanistico, conferendole un aspetto barocco; vi fece edificare il palazzo baronale, nonché i principali edifici di culto, quali la Chiesa e convento di Santa Maria del Carmelo, la Chiesa del Santo Spirito e la Chiesa di Sant'Anna.
Malgrado la partecipazione in primo piano nella congiura del 1649, negli anni seguenti, al pari di molti altri protagonisti della vicenda, il Principe di Butera fu chiamato dal sovrano a ricoprire incarichi di fiducia: nel 1672, durante la carestia che colpì duramente la Sicilia, fu nominato vicario generale del Regno.
Morì a Mazzarino il 20 aprile 1675, e fu sepolto nella Chiesa di Santa Maria del Carmelo.

### Matrimoni e discendenza
Il principe Giuseppe Branciforte si unì in prime nozze nel gennaio 1628 alla cugina Agata Branciforte Branciforte, figlia di Niccolò Placido, principe di Leonforte, ed in seconde nozze il 5 novembre 1662 alla nobildonna Luisa Moncada Gaetani, figlia di Ignazio dei principi di Paternò, ma non ebbe figli.